# Lynn Nottage
Lynn Nottage (Brooklyn, 2 de novembro de 1964) é uma dramaturga norte-americana, cujo trabalho tem enfoque na vida de pessoas marginalizadas. Ganhou, por duas vezes, o Prêmio Pulitzer de Teatro. Em 2019, foi incluída na lista de 100 pessoas mais influentes do mundo do ano.